# Llista de sèries de televisió cancel·lades després d'un episodi
Algunes sèries de televisió es cancel·len després d’un episodi, s'eliminen ràpidament d’un programa d’emissions o s'aturen la producció després de les seves estrenes. Aquestes cancel·lacions immediates són casos extremadament rars i generalment s'atribueixen a una combinació de ressenyes molt negatives, puntuacions molt baixes, contingut radical o controvertit o circumstàncies fora del control de la xarxa.
Els pilots, episodis d’estrena produïts principalment per ser revisats pels executius de la xarxa segons les sèries proposades, s'exclouen expressament d’aquesta llista ; " pilots de portes posteriors ", episodis pilot rodats de manera que es poden transmetre com a episodi habitual d'una altra sèrie; i llargmetratges de televisió produïts per emetre's com a episodi d'estrena ampliat, si es recullen com a sèrie o com a televisió. En qualsevol d'aquests casos, el pilot es va emetre, però la sèrie proposada no es va afegir posteriorment a la programació o el pilot es va emetre com a pel·lícula de televisió després de la decisió de no produir cap sèrie.
Els espectacles s'enumeren per ordre cronològic amb la data en què es va emetre l'episodi, qualsevol reacció derivada d’aquest i el que va passar a la sèrie després de la cancel·lació.

## Cancel·lat després d'un episodi
Qui és de qui (25 de juny de 1951)
Un programa de qüestionaris organitzat per Phil Baker que es va emetre a la cadena CBS en què quatre ponents de celebritats (Robin Chandler, Basil Davenport, Art Ford i Emily Kimbrough) van intentar determinar quin dels tres concursants masculins estava casat amb el de tres concursants. Aquest programa va substituir The Goldbergs, que es va retirar quan la seva creadora Gertrude Berg es va negar a acomiadar l'actor Philip Loeb de la llista negra . Tot i que algunes fonts han classificat aquest programa com a pilot de televisió,  les notícies actuals confirmen que es tractava d'una sèrie que va ser abandonada pel seu patrocinador (General Foods) després d’una emissió.
Activació (5 de febrer de 1969)
Sèries de comèdies de varietats ABC ; un derivat més racial de Rowan & Martin's Laugh-In, el programa va alarmar els funcionaris i patrocinadors de l'emissió que immediatament el van percebre com a ofensiu a causa del seu fort humor sexual i polític. Almenys una estació (WEWS a Cleveland, Ohio) no va tornar a Turn-On després de la primera interrupció comercial, i altres a la costa oest es van negar a emetre-la. ABC va cancel·lar el programa abans d'emetre un altre episodi.
The Melting Pot (11 de juny de 1975)
Sitcom de la BBC escrita per Spike Milligan, que també va interpretar el paper de "Mr. Van Gogh", un immigrant il·legal pakistanès a Londres que Milligan va retratar amb cara marró. Emès com a pilot únic a BBC1, es van encarregar i produir una altra sèrie de cinc episodis el 1976, però aquests cinc episodis restants mai no s'han vist.
Heil Honey, estic a casa! (30 de setembre de 1990)
Comèdia al canal de satèl·lit britànic Galaxy que va espantar les comèdies de situació nord-americanes dels anys cinquanta i seixanta amb caricatures d'Adolf Hitler i Eva Braun que viuen en la felicitat matrimonial fins que esdevenen veïns d'una parella jueva. La sèrie va ser cancel·lada no només a causa de controvèrsia, sinó també a causa de la fusió de British Satellite Broadcasting amb Sky ; altres set episodis (que mostren una trama on la família Hitler hauria assassinat els seus veïns) es van filmar però no es van emetre.
Morals públiques (30 d'octubre de 1996)
Steven Bochco va produir la sitcom CBS sobre una unitat de vice esquadró del Departament de Policia de la ciutat de Nova York. El repartiment incloïa Bill Brochtrup, que reprenia el paper de John Irvin, un personatge recurrent en una altra sèrie de Bochco, NYPD Blue. Es van produir tretze episodis i el pilot inicialment estava programat per emetre's primer, però diversos afiliats es van negar a mostrar-lo. Llavors CBS va decidir emetre un episodi diferent dels tretze produïts, però fins i tot això era massa per demanar, ja que va resultar ser l'únic emès. Brochtrup i el seu personatge van tornar a NYPD Blue, convertint-se en un habitual.
Lawless (22 de març de 1997)
Sèrie d’acció de Fox protagonitzada per l'ex - estrella del futbol americà Brian Bosworth com a investigador privat .
Dot Comedy (8 de desembre de 2000)
Sèrie ABC amb un primer intent de traduir material divertit d’Internet a un públic de televisió massiva.
Comedians Unleashed (8 d'octubre de 2002)
Un intent de Animal Planet per imitar centrals de la comèdia 's comèdia stand-up espectacles, però amb acudits amb temes d'animals. L'episodi es va tornar a repetir unes quantes vegades abans de retirar-lo de la programació. Això no s'ha de confondre amb la sèrie sindicada Comics Unleashed del 2006, organitzada per Byron Allen .
The Will (8 de gener de 2005)
Reality show de CBS en què membres de la família i amics competien per ser nomenat el beneficiari d’un testament . La sèrie finalment es va emetre íntegrament a Fox Reality Channel, i es va emetre també a Nova Zelanda.
Els motius de l’Emily (9 de gener de 2006)
Comèdia de sèries ABC protagonitzada per Heather Graham com una dona de carrera única, desafortunada enamorada, que utilitza un sistema de creació de llistes per ajudar-la a determinar quan és el moment de desistir i seguir endavant. La sèrie va ser cancel·lada el 10 de gener pel cap de programació de l'ABC, Steve McPherson, quan va decidir que "no milloraria i necessitàvem un canvi ràpid". Es va informar que executius de l'ABC es van comprometre amb el programa sense veure el seu pilot.
The Rich List (1 de novembre de 2006)
Espectacle de jocs realitzat pels productors britànics de The Weakest Link i Dog Eat Dog, adaptat per als Estats Units a partir d’un pilot ITV que no va ser recollit. Tot i haver estat fortament promocionat a Fox durant les World Series, el programa es va centrar el 3 de novembre després de baixes puntuacions. GSN va reviure el programa el 2009 com The Money List, organitzat per Fred Roggin ; aquesta iteració, el primer original de GSN que va utilitzar un aspecte de campió del retorn, va durar nou episodis. La resta d'episodis de la sèrie original romanen sense utilitzar. Després del fracàs de la versió nord-americana, el format es va produir per emetre's al Regne Unit, on s'emet com Who Dares Wins .
The Debbie King Show (del 5 al 6 de març del 2007)
Emès al Regne Unit al controvertit canal ITV Play sense publicitat, l'espectacle (com tots els altres del canal) era un qüestionari en directe de tarifa premium presentat per Debbie King, que anteriorment ha acollit el popular Quizmania. A més de ser un qüestionari, els espectadors van ser convidats a enviar un telèfon o un missatge de text per obtenir visions dels esdeveniments actuals. No obstant això, a principis del mateix dia ITV va anunciar que la transmissió del canal ITV Play estava suspesa després dels programes d’aquella nit a conseqüència d’una investigació sobre els seus serveis de telefonia de tarifa superior. Malgrat això, ITV encara va decidir tirar endavant amb el llançament de la sèrie. La setmana següent es va decidir que el canal ITV Play deixaria definitivament la transmissió a causa delnombroses irregularitats relacionades amb concursos de trucades / SMS al Regne Unit. Tot i que ITV Play va continuar com un servei limitat a ITV1, el Debbie King Show va acabar després de només 2 hores i mitja en antena.
Quarterlife (26 de febrer de 2008)
La versió de NBC va emetre la popular sèrie de MySpace, amb la intenció d’emetre-se els diumenges a la nit després del seu debut com a solució ininterrompuda per presentar alguna “nova” forma de programació durant la vaga d’escriptors d’ aquella temporada. Després de la trista recepció de l'episodi de l'estrena, els altres cinc episodis es van emetre en una marató al canal de germans Bravo de la NBC Universal el 9 de març.
Talents secrets de les estrelles (8 d'abril de 2008)
CBS reality show de talent on celebritats competien participant en talents diferents de la seva professió. Tot i que el programa havia de seguir una estructura a l'estil del torneig de set setmanes amb votació dels espectadors (que hauria portat el programa fins al 13 de maig amb una "gran final" del 22 de maig), la sèrie es va retirar després del seu debut a causa de la seva baixa valoracions.
Osbournes Reloaded (31 de març de 2009)
Espectacle de varietats Fox organitzat per The Osbournes: Ozzy, Sharon, Jack i Kelly. Els cinc capítols restants es van deixar immediatament a causa d’una combinació de males crítiques i diverses filials de Fox (incloses les cadenes d’emissores Raycom i Local TV LLC), ja sigui emetent el programa en un període al matí o no en absolut, per qüestions de contingut.
Kookyville (25 de novembre de 2012)
Un programa d' esbossos de comèdia sense guió que es va emetre al canal 4 del Regne Unit. L'etiqueta de l'espectacle era "Aquesta gent no és actor ni còmic, ni hi ha cap guió ... només són persones divertides". El programa va rebre males crítiques per part de crítics de televisió i va ser cancel·lat després d'un episodi.
Ford Nation (18 de novembre de 2013)
Un programa de tertúlia organitzat per l'alcalde Rob Ford de Toronto i el seu germà, regidor de la ciutat i futur primer ministre d'Ontario, Doug Ford, a Sun News Network al Canadà, inicialment indicat com un programa setmanal que s'emetria els dilluns a la nit. Els germans Ford havien estat a les notícies a causa d'un escàndol en curs relacionat amb un vídeo que mostrava l'alcalde fumant crack de cocaïna. Tot i obtenir les puntuacions rècord del nou canal d'informació / opinió, el programa es va cancel·lar després d'un sol episodi, segons els informes, a causa dels costos de producció inesperadament alts (es va informar que el programa d'una hora va trigar cinc hores a gravar i vuit hores addicionals a edit) i preocupacions dels anunciants per associar-se amb els polítics controvertits. executius de la xarxa, així com Doug Ford, afirmarien més tard que el programa només tenia un compromís d'un episodi i no estava necessàriament pensat com una sèrie a llarg termini.
Breaking Boston (13 de març de 2014)
Un reality show produït per Mark Wahlberg per a A&E sobre quatre dones joves que treballen per canviar la seva vida a la ciutat titular. Posteriorment, es van fer disponibles set episodis al lloc web hulu.com. Després, l'1 de juny de 2015, els set episodis es van canviar al lloc web d'A&E i, posteriorment, es van poder comprar en altres llocs web comercials.
Impressionat (15 d'octubre de 2015)
Un programa d’hipnosi australià dirigit per l’hipnotitzador britànic Peter Powers emès a la xarxa Seven. Es va retirar després d'un episodi, en el qual apareixia un home que es casava amb una alpaca com a peça central, després de tristes qualificacions. Cinc episodis produïts romanen sense aire.
Organitza la setmana (22 de juny de 2017)
El canal 4 del Regne Unit va encarregar una sèrie de comèdies sense guió tòpica en què un hoste convidat diferent cada setmana, junt amb un grup d’ intèrprets d’ humor improvisat, introduiria funcions de comèdia i entreteniment, sense haver tingut accés a cap guió ni assajos. La setmana de la transmissió es van produir episodis per mantenir-se actuals. Scarlett Moffatt va ser l'amfitrió de la primera edició de tres factures; les baixes prestacions d’aquest programa, que van baixar més d’un 60% respecte a l’audiència mitjana de la ranura, van suposar la producció de la segona edició facturada, que serà presentada per Jack Whitehall, i un tercer programa, l’amfitrió del qual no es va confirmar abans temps - ara tampoc seguirà endavant.
Barstool Van Talk (17 d'octubre de 2017)
ESPN2 va cancel·lar l'espectacle d'humor i comentaris esportius, una col·laboració amb el lloc web esportiu Barstool Sports, després que s'hagués emès un episodi, després de les protestes internes i en xarxes socials dels empleats d' ESPN sobre la naturalesa misogina del contingut de Barstool.
Dicho y hecho (9 de març de 2018)
Adaptació espanyola del programa de comèdia britànic Taskmaster. Televisió Espanyola va aturar les gravacions del programa després que el primer episodi tingués un rendiment inferior al de les puntuacions del canal principal La 1 de la cadena i va relegar els altres cinc episodis ja gravats a una franja horària.
De tornada amb l'ex (18 d'abril de 2018)
Sèrie de realitat australiana en què quatre grups d'ex-parelles van intentar donar una segona oportunitat a les seves relacions trencades. El poc rendiment d’aquest episodi va provocar que els episodis restants es traslladessin al servei de transmissió de Channel Seven .
Ahora, la Mundial (20 de juny de 2018)
Programa de tertúlies de futbol que Telecinco tenia previst emetre després dels partits d’ Espanya a la Copa Mundial de la FIFA 2018. Va ser molt criticat pel fet de confiar en panelistes no vinculats al periodisme esportiu, sinó en xafarderies com Kiko Matamoros o Alessandro Lecquio, i, sobretot, el comentarista de Telecinco i exentrenador espanyol José Antonio Camacho es va negar a intervenir al programa via satèl·lit des de Rússia. Després de les crítiques i les males puntuacions de l'estrena, Telecinco va desfer el programa completament.
The Herman Cain Show (juny de 2020)
Un programa de tertúlia conservador organitzat per l'empresari, personalitat dels mitjans de comunicació i candidat a la presidència Herman Cain a Newsmax TV va produir un episodi abans que Caín caigués malalt de coronavirus i acabés morint el 30 de juliol.

## Cancel·lat després de dos episodis, vistos de nou a la nit d’estrena
Les següents sèries es van cancel·lar després que els seus primers dos episodis s'haguessin emès de nou en un mateix vespre:
Compte amb el gos (13 d'agost de 2002)
Sitcom de Animal Planet ; dos episodis presentats consecutivament per a l'única aparició de la sèrie a la televisió nord-americana. L'espectacle mostrava observacions d'estil de Look Who's Talking (expressades per Park Bench) per un gos perdut anomenat Jack que va ser adoptat per una família suburbana.
Anchorwoman (22 d'agost de 2007)
Sèrie de comèdia / realitat de Fox sobre Lauren Jones, una model que es va convertir en un presentador de notícies de televisió. El programa es va cancel·lar el 23 d'agost a causa d'una decebedora qualificació 2.0 Fast National ; no obstant això, l'estrena va ser d'una hora, que consistia en dos episodis de 30 minuts.
The Bussey Bunch (22 de gener de 2008)
TLC reality show sobre els Busseys, una família que promou una federació local de lluita professional a Texas. La sèrie es va retirar després de la seva estrena, amb una projecció programada el 29 de gener.
The Xtacles (9 de novembre de 2008)
Spin-off de natació adulta de Frisky Dingo. Els dos únics episodis es van emetre consecutivament el 9 de novembre de 2008. A principis del 2009, Adult Swim es va negar a finançar la producció de cap episodi més enllà dels dos primers. Cap a la mateixa època, 70/30 Productions, que va produir l'espectacle, van tancar.
The Hasselhoffs (5 de desembre de 2010)
La sèrie de realitats A&E protagonitzada per David Hasselhoff i les seves dues filles va ser cancel·lada després de només dos episodis emesos. Els dos primers episodis es van transmetre la mateixa nit deixant vuit episodis sense aire. A&E va declarar que tenien previst emetre els altres vuit episodis de mitja hora completats més endavant;  no obstant això, això no va tenir lloc mai. La sèrie completa es va emetre al Regne Unit el 30 de maig de 2011 a The Biography Channel .
Videos After Dark (12 de març de 2019)
Sèrie de televisió de videoclips nord-americans basada en els vídeos casolans més divertits d'Amèrica amb més tons per a adults. La sèrie es va estrenar el 12 de març del 2019 com una hora especial, amb la resta d’episodis que s'estrenaran a finals d’any, però mai no van arribar. ABC no va fer mai cap menció al programa després de la seva estrena i poc després va eliminar els dos episodis emesos del seu lloc web i Hulu. Es van filmar catorze episodis de la sèrie amb només dos episodis emesos.

## Casos especials [ edita ]
A causa de situacions més complexes, com ara programes cancel·lats independentment en països separats, es pot dir que els programes següents s'han cancel·lat després d'un episodi només en un conjunt de circumstàncies especials.
Ets a la imatge (20 de gener de 1961)
Programa de jocs de la CBS protagonitzat per Jackie Gleason, que va rebre crítiques tan negatives que Gleason va utilitzar el mateix període el 27 de gener per demanar perdó. Va anomenar l'espectacle de la setmana anterior "la bomba més gran: faria que la bomba H sembli una salutació de dos centímetres". Gleason va utilitzar el període per reviure The Jackie Gleason Show com un programa de tertúlia per complir la resta del seu contracte.
Hardwicke House (24/25 de febrer de 1987)
Sitcom ITV ambientada en una escola anàrquica. Cancel·lada després que un pilot de doble durada i un episodi regular d'una sèrie de sis parts completes s'haguessin emès en nits consecutives, amb les cinc edicions no transmeses que encara no es van emetre i no es van publicar al Regne Unit. no s'ha comprat mai i els intents de llançar la sèrie en DVD en èpoques més recents s'han estancat.
Vídeos casolans més naughtius d'Austràlia (3 de setembre de 1992)
Un programa que es va cancel·lar a meitat del seu únic episodi després que Kerry Packer, el propietari de la xarxa Nine que va emetre el programa, va ordenar a la xarxa que immediatament "tragués aquella merda" mentre la veia emetent (ja que s'emetia al mateix local de temps en totes les zones horàries, diferents emissores es van separar del programa en diferents punts de l'emissió) i van aparèixer a la seu de l'empresa l'endemà denunciant a la direcció per emetre "merda" i prohibint a l'amfitrió Doug Mulray d'aparèixer mai a la xarxa durant La vida de Packer. Tanmateix, l'espectacle mai no va tenir la intenció de continuar més enllà d'un especial puntual encara que Packer no s'hagués oposat.
Qui és el teu papi? (3 de gener de 2005)
Sèrie de realitat de Fox que implicava una dona adoptada que intentava identificar el seu pare biològic entre un grup d’impostors. L'espectacle va atreure la protesta de famílies adoptives i grups de drets d'adopció abans d'emetre's. Aquest episodi es va emetre com un "especial", no com una "estrena de la sèrie", i com a tal es pot dir que la sèrie va ser cancel·lada abans d'emetre un episodi .
Korgoth de Barbaria (3 de juny de 2006)
Un espectacle animat de Adult Swim que parodia els gèneres post-apocalíptics i d’espasa i bruixeria, centrat en l’heroi bàrbar titular Korgoth. Emès com a pilot sense compromís, es va anunciar que el programa havia estat recollit com a sèrie el 18 de juny del mateix any. No obstant això, no es van produir cap episodi, i un " bump " del 2010 a la xarxa va incloure Korgoth a la llista de programació cancel·lada (per ser "massa car"). Tot i que només es va produir un únic episodi, l'espectacle va ser formalment recollit i posteriorment formalment cancel·lat, deixant poc clara la seva distinció entre episodi pilot i sèrie cancel·lada.
Viva Laughlin (22 d'octubre de 2007)
Comèdia-drama de la CBS que té lloc en un casino de Laughlin, Nevada, basada en la sèrie de la BBC Blackpool. Mentre CBS va cancel·lar la sèrie produïda per Hugh Jackman després de la transmissió de dos episodis, Nine Network d' Austràlia va emetre el primer episodi el 22 d'octubre i després el va cancel·lar l'endemà.
Soul Quest Overdrive (24 de maig de 2011)
Espinna de natació per a adults de Aqua Teen Hunger Force, amb les veus de David Cross, Kristen Schaal, H. Jon Benjamin i Gavin McInnes. Després de perdre un concurs de pilots en línia de 2010 contra Cheyenne Cinnamon i el Fantabulous Unicorn of Sugar Town Candy Fudge, sis episodis del programa van ser ordenats per la xarxa independentment. Quatre d'ells es van emetre consecutivament a les 4 de la matinada el 24 de maig de 2011 durant el bloc "Teatre DVR" per a Adult Swim, deixant almenys un sense aire. No es van fer cap capítol més del programa. El membre del repartiment Gavin McInnes va confirmar que Soul Quest Overdriveva ser cancel·lat i va culpar incorrectament la seva cancel·lació perquè els altres membres del repartiment no fossin "tan divertits" com ell.
Taskmaster (2 d'agost de 2020)
Un programa de jocs de comèdia britànic, que The CW havia importat per emetre’s durant l'estiu als Estats Units. Després de baixar el rendiment en comparació amb altres sèries que havia importat (per cobrir programes endarrerits a causa de la pandèmia COVID-19), The CW va retirar la sèrie el 5 d'agost i la va substituir per repeticions de Supernatural. La sèrie ha estat un èxit crític al seu país d'origen del Regne Unit, on ha estat durant més de nou temporades i ha guanyat el British Academy Television Award a la millor comèdia . Més tard, CW va situar els episodis que havia adquirit a la seva plataforma de vídeo a la carta.

## Col·locat en un hiat després d'un episodi
Les sèries següents de vegades s'inclouen a llistes d’espectacles cancel·lats després d’un episodi, però en sentit estricte no hi pertanyen. Les sèries següents es van aturar després d'emetre un sol episodi, però més tard van ser recuperades per les xarxes d'origen i van emetre els seus episodis restants a les xarxes d'origen uns mesos després (normalment durant un període de no classificació).
Co-Ed Fever (4 de febrer de 1979)
Sitcom de la CBS que va intentar imitar l'aleshores reeixida National Lampoon's Animal House. El pilot es va emetre com a "previsualització especial" de la propera temporada, però la sèrie es va cancel·lar poc després. Els altres cinc episodis completats romanen sense aire als Estats Units, però es van mostrar a Vancouver, Colúmbia Britànica, Canadà per televisió televisiva televisiva (BCTV) en un període de cap de setmana a la tarda.
Melba (28 de gener de 1986)
Sitcom de la CBS protagonitzada per Melba Moore com a mare soltera que dirigeix una oficina d'informació de Nova York; la sèrie es va estrenar el dia del desastre del transbordador espacial Challenger . Els cinc episodis restants es van emetre durant l'estiu.
South of Sunset (27 d'octubre de 1993)
Espectacle de detectius privats de CBS protagonitzat per Glenn Frey de la banda de rock The Eagles . Tot i haver estat fortament promocionat durant les World Series, el programa es va publicar no només a causa de les males puntuacions, sinó perquè la cobertura de notícies sobre incendis forestals a Malibu l' havia previngut a gran part de la costa oest (tot i que KCBS a Los Angeles va mostrar el pilot el 30 d’octubre a les 23:30). Els cinc capítols restants es van emetre a VH1 un any després.
El gran defensor (5 de març de 1995)
Drama legal de Fox protagonitzat per Michael Rispoli com a advocat del tipus My Cousin Vinny. L'estrena es va emetre enfront de 60 Minutes i va rebre valoracions tristes. Fox va treure la sèrie de l'aire després del seu primer episodi, emetent després els episodis restants durant l'estiu.
Inspectors d'antiguitats (25 d'abril de 1999)
La BBC va filmar una sèrie del programa d'antiguitats organitzat per Jill Dando, que va ser assassinat l'endemà de l'emissió del primer episodi. La BBC va aturar l'emissió d'altres episodis fins més endavant l’any.
Family Forensics UK (2005)
LivingTV reality show, es va cancel·lar el novembre del 2005 després que es produís un episodi quan els productors van descobrir que el seu investigador privat, Michael Brown, havia estat condemnat aquell octubre per sis delictes sexuals infantils. Brown incomplia el seu contracte per no comunicar-ho als productors i Living TV es va disculpar per la transmissió de l'episodi. Tirar de l'espectacle va costar a la vida 600.000 lliures esterlines.
És ara o mai (22 de juliol de 2006)
Programa d' entreteniment lleuger britànic ITV1 presentat per Phillip Schofield ; es van produir dos episodis per emetre's durant un període de dissabte a la nit durant l'estiu del 2006, però només el primer es va emetre a causa de les puntuacions d'1,7 milions d'espectadors, o el 10% de l'audiència disponible. El segon episodi es va emetre finalment més tard l'any, el 30 de desembre de 2006.
El Mestre (16 d'agost de 2006)
Quiz show australià organitzat per Mark Beretta a la Seven Network, que va ser destruït després que l'estrena rebés baixes puntuacions (744.000 espectadors). Els sis episodis següents van ser emesos finalment a la xarxa, encara que en períodes sense classificació. Irònicament, el segon i el tercer episodi (12 i 19 de desembre) van mostrar un augment de les puntuacions d’uns 95.000 espectadors aproximadament.
Proving Ground (14 de juny de 2011)
Espectacle de realitat de divulgació científica G4, organitzat per Ryan Dunn i Jessica Chobot, en què es proven trucs de videojocs, pel·lícules i còmics al món real. La sèrie es va retirar del programa de G4 després que Dunn fos assassinat en un accident de trànsit poc relacionat poc després de la transmissió del primer episodi. G4 va començar a emetre els vuit capítols restants el juliol de 2011 i es va deixar de treballar després, Chobot es va convertir en corresponsal de X-Play per complir el seu contracte amb G4 pel seu darrer any d'existència amb programació original.
Aquí mando yo (15 d'abril de 2016)
Adaptació espanyola de Gogglebox per a Antena 3 a càrrec de Miki Nadal en forma de veu en off. Aquest programa va filmar diferents grups d’amics o famílies veient i criticant programes de televisió emesos durant la setmana. Antena 3 va anunciar que la sèrie s'aturaria tres dies després que l'episodi de l'estrena tingués un rendiment inferior a les classificacions.
The Week We Went Wild (9 de gener de 2017)
Sèrie de documentals de realitat del Canal 5 (Regne Unit) en què membres de famílies amb problemes i disfuncionals eren enviats a la selva de Panamà per treballar les seves queixes en el context d’un escenari de supervivència. Es van encarregar i produir quatre edicions, però després que les primeres classificacions tinguessin un rendiment inferior, les edicions restants es van retirar bruscament del període previst de dilluns a les 21:00 i es van substituir per un altre contingut: els episodis no mostrats van aparèixer en última instància abans de la sortida del mes. Espai de les 3 de la matinada els dies 17, 24 i 31 de gener de 2017.
Florida Fly-Drive de Dale Winton (8 de febrer de 2018)
Sèrie de quaderns de viatges del canal 5 amb el presentador Dale Winton de gira per Florida. El primer episodi es va emetre tal com estava previst, amb altres edicions programades per als dijous posteriors, però la sèrie es va retirar de la programació del 15 de febrer després del rodatge de Stoneman Douglas High School el dia anterior. Després de la mort de Winton a l'abril del 2018, Channel 5 va confirmar que emetria els episodis restants en "un moment adequat". Les edicions no emeses van aparèixer finalment als canals 5 i 5Select el juny del 2018.
Maxxx (2 d'abril de 2020)
Sàtira del canal 4 de sitcom / boyband amb OT Fagbenle. La sèrie es va llançar a E4 a l’abril de 2020, després d’haver estat molt seguida per aquest canal de televisió juvenil, però es va retirar dels horaris després que s'hagués mostrat un episodi (amb la ranura que s'utilitzava per reproduir Brooklyn Nine-Nine). La sèrie, que es podia trobar com a box-set a All4, es va llançar de nou al canal 4 durant el Mes de la història negra, amb el primer episodi repetit el 29 d'octubre de 2020 i el segon episodi que faltava una setmana després  .